# Val Camonica
La Val Camonica (o també Valcamonica i, en els dialectes camuns, Al Camònega [al kaˈmɔneɡɔ]) és una de les valls més extenses dels Alps, amb prop de 90 km de llarg i 1.347 km². Comença a la Corna Trentapassi prop de Pisogne, sobre el llac Iseo, i acaba al Passo del Tonale, a 1.883 m d'altitud. Pertany a la regió italiana de la Llombardia, i més concretament a les províncies de Brescia i de Bèrgam.
La vall és travessada en tota la seva longitud pel riu Oglio, que neix a Ponte di Legno de la unió de dos torrents, el Frigidolfo i el Nacarello, i acaba al llac d'Iseo (també anomenat Sebino), amig camí de Pisogne i Costa Volpino. El seu nom deriva del llatí Vallis Camunnorum, és a dir, "vall dels camuns". La seva màxima altitud és el mont Adamello, amb 3.539 m.
Del seu patrimoni historicoartístic en destaca l'art rupestre, declarat Patrimoni de la Humanitat per la UNESCO.

## Geografia
És possible dividir el territori de la Val Camonica en tres grans àrees:
- Baixa Val Camonica: és una àrea plana, rica en prats i camps, que comença a les ribes del Llac Iseo i acaba a Breno. En aquesta llarga franja de gairebé 25 km la vall té una amplada mitjana de 2.500 a 3.000 metres, cosa que permet un nombre més gran d'assentaments i una densitat de població més alta.
- Mitjana Val Camonica: delimitada a migdia pel turó situat al sud de Breno, s'allarga en direcció nord fins a Edolo. Aquest tram fa uns 30 km de llargària i té una amplada mitjana d'uns 1.000 m.
- Alta Val Camonica: des d'Edolo la vall segueix una secció de la línia insúbrica, una falla geològica que separa la placa europea de l'adriàtica, seguint una direcció sud-oest a nord-est al llarg de 25 km. Finalitza al port del Tonale, al municipi de Ponte di Legno. Aquest tram és ric en pastures alpines.

Està delimitada per aquests fronteres:
| Nord                                           | Est                                                                                   | Sud           | Ovest                                                                 |
| - Província de Sondrio - Valtellina - Valfurva | - Trentino-Alto Adige - Val di Sole - Val Rendena - Província de Brescia - Valtrompia | - Llac d'Iseo | - Província de Bergamo - Val Cavallino - Val Seriana - Vall di Scalve |

## Cultura

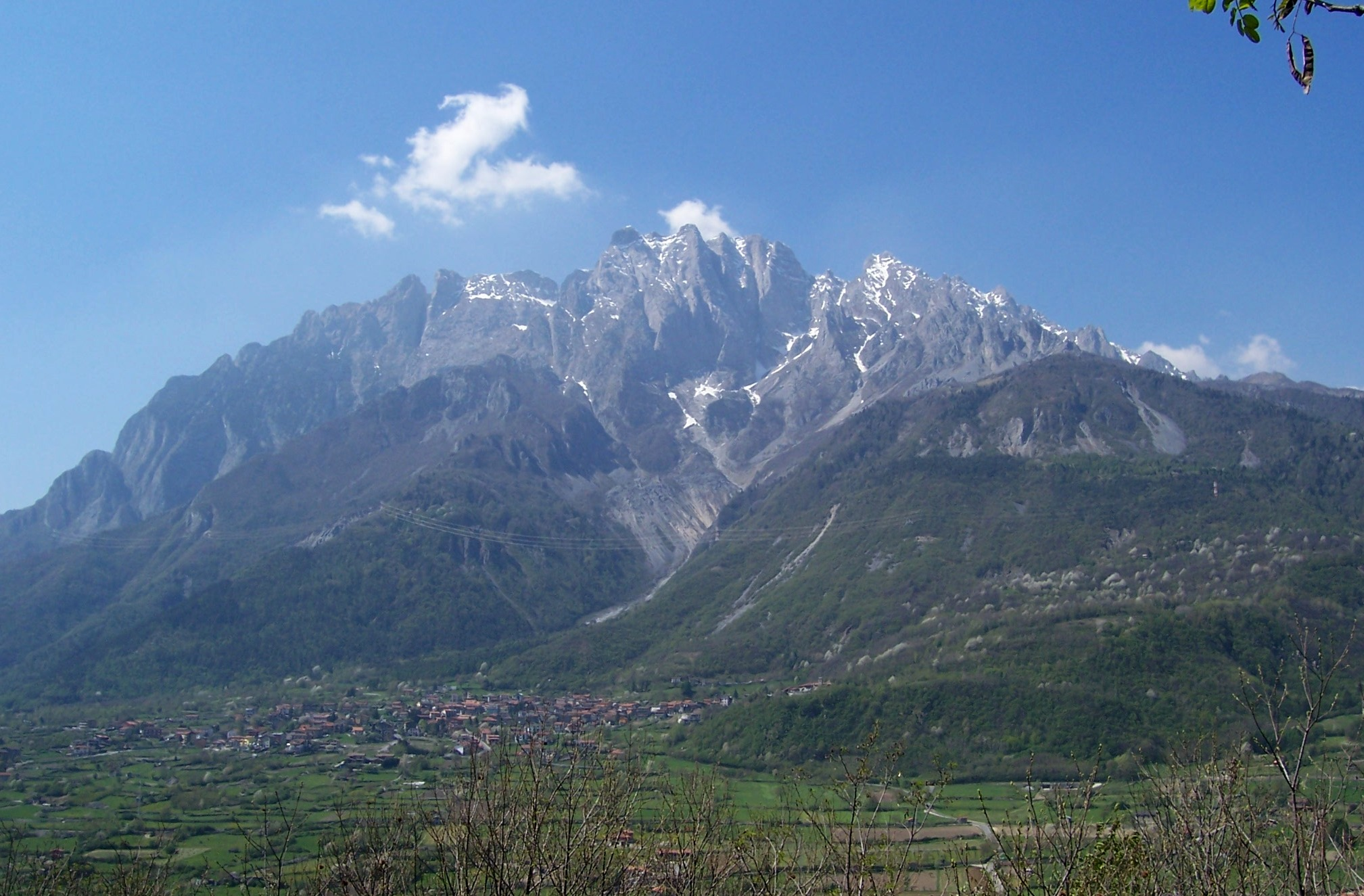

### Patrimoni de la humanitatUNESCO
Incisions rupestres de la Valcamonica, situat UNESCO n ° 94:
- Parc Nacional de les incisions rupestres de Naquane a Capo di Ponte
- Parc arqueològic nacional de Massi di CEMM
- Parc arqueològic comunal de Seradina-Bedolina a Capo di Ponte
- Parc arqueològic d'Asinina-Anvòia ad OSSIM
- Parc arqueològic comunal de Luino a Darfo Boario Terme
- Parc arqueològic comunal de consellera
- Parc arqueològic comunal de Sonic
- Reserva natural de les incisions rupestres de Ceto, Cimbergo i Paspardo a Nadro

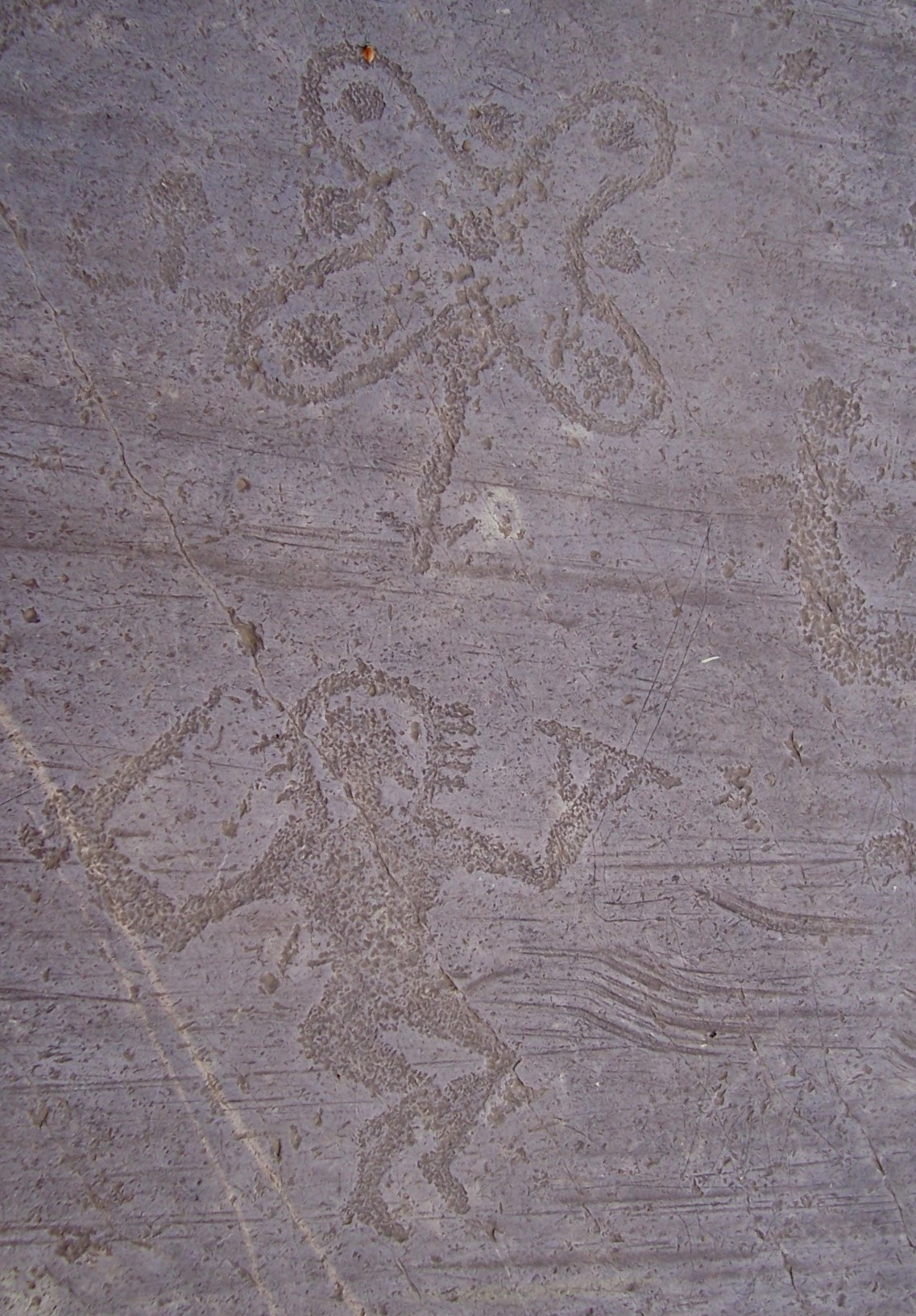
Incisions rupestres de la Val Camonica a Foppe di Nadro.

### Pobles medievals
- Bienne
- Lovere
- Pescarzo (Capo di Ponte)

### Castells
- Castell di Breno
- Castello di Gorzone
- Castello di Cimbergo
- Castello di lozi
- Castello di Mu
- Ciutat romana:

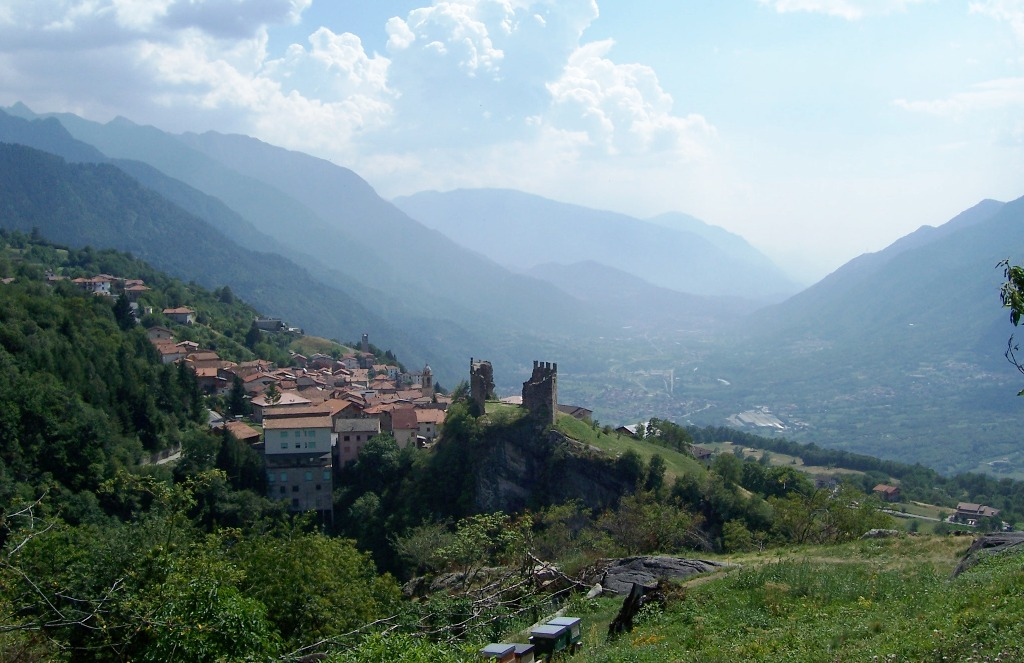
Castell di Cimbergo.

  - Parc del teatre i l'amfiteatre a Cividate Camuñas
  - Santuari de Minerva a Breno
  - Localitats termals:
  - Boario
  - Angolo Terme
- Museus i parcs temàtics:
  - Parco temàtic  Archeopark , Darfo Boario Terme
  - Museu etnogràfic del ferro, de les arts i tradicions populars, Bienno
  - Museu Cívic Camuñas, Breno
  - Museu didàctic d'art i vida prehistòrica, Capo di Ponte
  - Museu didàctic de la reserva, Nadro
  - Museu arqueològic de la Vall de Camonica, Cividate Camuñas
  - Museu Camillo Golgi, Corteno Golgi
  - Museu etnogràfic, OSSIM
  - Museu parroquial d'art sacra, Ponte di Legno
  - Museu de la Guerra Blanca a Adamello, Temù
- Santuaris catòlics:
  - Església de les santes Faustina i Liberata a Capo di Ponte
  - Església de Santa Maria de la Neu a Pisogne
  - Església de Sant Antoni a Breno
  - Església de Santa Maria Annunziata a Bienno
  - Santuari del Crist Re a Bienno
  - Santuari de la Creu del Papa a Cevo
  - Església de Santa Maria Assunta (Esin) a Esin
- Monestir de San Salvatore a Capo di Ponte
  - Oratori dels Disciplini a Montecchio (Darfo Boario Terme)
  - Pieve de San Siro a CEMM
  - Santuari de la Via Crucis a Cerveno
  - Convent de la Annunciata a Piancogno